# Albrecht Strohmeyer

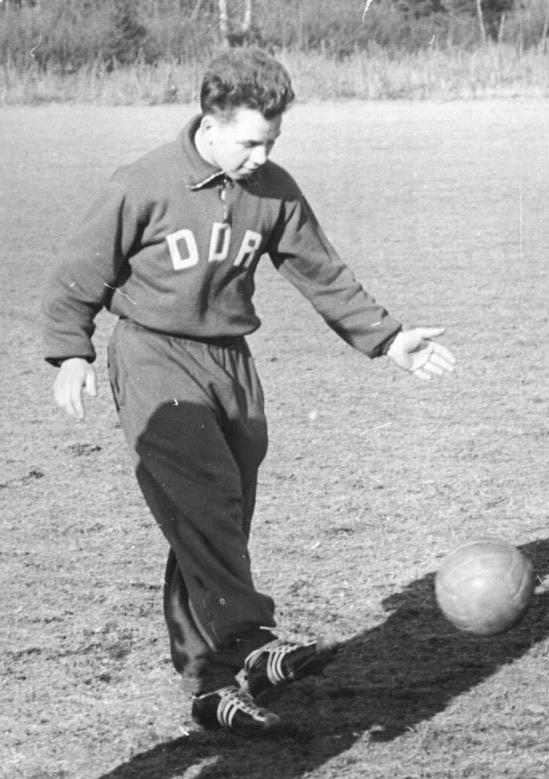
Albrecht Strohmeyer im März 1956 DDR-Jugendauswahl für FIFA-Jugendturnier

Albrecht Strohmeyer (* 14. November 1938) ist ein ehemaliger deutscher Fußballspieler in der DDR-Oberliga.

## Laufbahn
Strohmeyer war in der DDR-Oberliga von 1957 bis 1972 für den Lok Stendal aktiv. Er absolvierte 206 DDR-Oberligaspiele und erzielte 18 Tore. Weitere Spiele hatte er in der zweithöchsten Spielklasse, in der DDR-Liga vorzuweisen. Vor seiner Debütrunde im Seniorenbereich in der Oberliga, 1957, errang Stendal unter Trainer Gerhard Gläser in der Serie 1956 mit Torjäger Ernst Lindner (18 Tore), Spielführer Dieter Gradetzke und Senior Kurt Weißenfels (18 Spiele – 10 Tore) den vierten Rang. Im Oberligadebütjahr 1957 des vormaligen Jugendnationalspielers kam dieser zu 24 Einsätzen. Stendal musste aber punktgleich mit SC Chemie Halle-Leuna – beide Vereine wiesen je 22:30 Punkte auf – auf dem 13. Rang in die DDR-Liga absteigen. Mit lediglich 28 Toren erzielte die Elf von Trainer Gläser die wenigsten Treffer in der Oberligasaison.
Strohmeyer stieg dreimal mit den Rot-Schwarzen aus der Altmark in den Jahren 1958, 1960 und 1963 in die Oberliga auf. Die sofortige Rückkehr erreichte er mit seiner Mannschaft 1958 als Vizemeister gemeinsam mit Meister Chemie Zeitz. Kurt Liebrecht zeichnete sich dabei als 12-facher Torschütze aus, Wilfried Klingbiel folgte intern mit elf Treffern. Auch im zweiten Oberligajahr von Strohmeyer, 1959, konnte Stendal den erneuten Abstieg nicht verhindern. Der Mittelfeldspieler absolvierte 24 Rundenspiele und Trainer Gläser wurde zum 11. Oktober 1959 entlassen und Kurt Weißenfels übernahm in den letzten acht Ligaspielen das Traineramt. An der Seite von Spielführer Kurt Liebrecht und Trainer Weißenfels glückte 1960 wiederum die umgehende Oberligarückkehr. Als Halbstürmer erzielte Strohmeyer am 28. August 1960 beim 9:1-Sieg gegen Fortschritt Meerane drei Tore. Als Torschützenkönig zeichnete sich beim Vizemeister aus Stendal der Angreifer Emanuel Linkert mit 17 Toren aus.
Im Jahr 1966 war er mit seinem Verein unter Trainer Martin Schwendler FDGB-Pokalfinalist; die Altmärker verloren aber mit 0:1 gegen Chemie Leipzig. In der Oberliga reichte es 1965/66 zum 12. Platz. In der DDR-Jugendauswahl kam er zu zehn Einsätzen und erzielte zwei Tore. Erfolgreiche Mitspieler bei der Elf aus der Wilhelm-Helfers-Kampfbahn in Stendal waren Gerd Backhaus, Kurt Liebrecht und Ernst Lindner.
Nach dem Abstieg 1967/68 aus der Oberliga kehrte Strohmeyer mit Lok Stendal nicht mehr in die Erstklassigkeit der Oberliga zurück.